# Barriosuso (Palencia)
Barriosuso es una localidad de la provincia de Palencia (Castilla y León, España) que pertenece al municipio de Buenavista de Valdavia.

## Demografía
Evolución de la población en el siglo XXI
| Gráfica de evolución demográfica de Barriosuso entre 2000 y 2020   |
|                                                                    |
| Población de derecho (2000-2020) según el padrón municipal del INE |

## Economía local
Agricultura, ganadería. Además es una importante reserva cinegética y micológica.

## Patrimonio
- Iglesia de San Juan Bautista.

## Historia

### Santa María de Cavarrosa
Localidad nacida al amparo del Monasterio de Santa María de Cavarrosa, y del Castillo de Agüero, inicialmente se llamó Agorio o Agüero de Suso. En 1093 encontramos la siguiente referencia al monasterio de Santa María de Cavarrosa en un documento del Monasterio Real de San Benito de Sahagún: In alfoze de Saldania, monasterium de Sancte Marie de Kavarrosa, cum sua herencia.... A pesar de no quedar ningún vestigio del Monasterio, aún se conserva la talla de Nuestra Señora de Cavarrosa venerada en la iglesia parroquial de Barriosuso.

### Estudio
En su día Barriosuso contó con un importante colegio eclesiástico llamado El Estudio o Preceptoría de Barriosuso. Fundado por un Obispo de Cuba, su función estuvo destinada a dar una formación eminentemente clásica a aquellos alumnos de los pueblos circundantes que destacaban por su capacidad intelectual. La descripción del Estudio nos habla de un edificio grande con un claustro o soportales en su interior. Contaba con una Iglesia y adosado a esta se encontraba una biblioteca extraordinaria con volúmenes cuyas ediciones solamente se podían encontrar en Roma. En la década de los 50 del siglo XX, era su preceptor D. Luis de Celis. El Estudio se mantuvo hasta el 1961 año en el que cerró sus puertas y que por falta de cuidado desapareció. 
En él se formaron eminentes religiosos, entre ellos Juvencio Hospital, o el padre Lucas Espinosa, importante filólogo e indigenista nacido en Villabasta.